# República de Tucumán
La República del Tucumán fue un estado de efímera existencia, de septiembre de 1820 a agosto de 1821, presidido por Bernabé Aráoz y que pretendía ser conformado por lo que hoy son las provincias argentinas de Tucumán,  Catamarca y Santiago del Estero, que habían formado hasta 1814 parte de la Intendencia de Salta del Tucumán, con capital en la ciudad de Salta. En su nacimiento intempestivo estaban las semillas de su fracaso. Aráoz tuvo que rechazar al gobierno nacional del Directorio de las Provincias Unidas del Río de la Plata establecido por el mismo Congreso de Tucumán, enfrentarse a los caudillos tucumanos general Alejandro Heredia y Javier Lopez que se oponían a la ruptura con el gobierno legítimo de la Nación y a la disolución del cabildo tucumano . También exacerbó los afanes autonómicos de  la provincia de Santiago del Estero - que Aráoz proyectó incluir en su Republica-   bajo el mando de Juan Felipe Ibarra y de la provincia de Catamarca bajo el gobierno de Nicolás Avellaneda y Tula. Está república del Tucumán se estableció al inicio de un periodo llamado la Anarquía del Año XX , de planteamientos autonómicos de los caudillos, desatendidos por el Directorio que debilitó su poder, y de inicio de luchas entre unitarios y federales
Se seguían librando batallas contra el Ejército Realista en el Alto Perú y la frontera Norte, la llamada Guerra Gaucha , comandada por el general Martín Miguel de Güemes y San Martín estaba de campaña ya con el Ejército de los Andes en Chile.  Requerían un frente interior consolidado y no envuelto en luchas intestinas que distrajeran recursos económicos y militares de la Guerra de la Independencia . La resistencia de las otras provincias que Aráoz pretendió integrar en su República, sobre todo de Santiago del Estero -que fuera la cabecera original de la Gobernación del Tucumán- fue respaldada por el Teniente Gobernador de Santiago, Juan Felipe Ibarra y auxiliado por el general Güemes.   En el mismo Tucumán, después de enfrentamientos armados, triunfó  el partido de Heredia y de Javier López, quien depuesto Araóz fue nombrado Gobernador de la provincia de Tucumán. En Santiago,  finalmente,   Aráoz que reclamaba obediencia  al proyecto de "República" fue vencido por Ibarra y en Catamarca  por el anterior Gobernador de la Mota Botello y Nicolás Avellaneda y Tula.
De esta forma el proyecto de República del Tucumán de Aráoz quedó vencido, aislado por las provincias vecinas y el gobierno central, y caduco.
El nombre de República quiso significar  "Estado", en su sentido provincial, y no  una entidad nacional independiente o separada, aunque algunos historiadores acusan a Aráoz de un proyecto independentista y autonomista, tomando poder sobre  las provincias de Catamarca y Santiago del Estero. El contexto a nivel nacional de posterior caída del Directorio y Anarquía del año 20 favoreció el surgimiento de las autonomías provinciales y formación de las provincias tal como se configuran hoy.  De hecho, las Provincias Unidas del Río de la Plata perdieron todas las llamadas "provincias de arriba" ( el Alto Perú que formó la República de Bolivia) y  hubo que esperar 30 años para que Argentina adopte la forma federal a partir de la Constitución Argentina de 1853.

## Origen
Hacia 1819 alguna de las provincias que conformaron las Provincias Unidas del Río de la Plata,  se rebelaron contra el sistema unitario y centralista que quiso imponer Buenos Aires con la Constitución de 1819  "no querían sustituir el peso de la antigua metrópoli colonial por otra republicana", que no solo centralizaba el poder sino el comercio y las rentas de la Aduana. 
El gobierno central, decidido a acabar con el federalismo de las provincias del Litoral, ordenó al Ejército de los Andes volver de Chile -lo que suponía abandonar la expedición libertadora al Perú- y al Ejército del Norte bajar hasta el sur de Santa Fe -lo que suponía también abandonar cualquier plan de ofensiva hacia el Alto Perú. José de San Martín, jefe del Ejército de los Andes, desobedeció abiertamente la orden y ordenó a algunas tropas estacionadas en Cuyo pasar la Cordillera hacia Chile. El jefe del Ejército del Norte, Belgrano, obedeció la orden pero poco después, alegando enfermedad, dejó el mando de las tropas en manos de Francisco Fernández de la Cruz y volvió a San Miguel de Tucumán, donde vivía su hija. Allí estaba también un pequeño resto del Ejército, acantonado al mando del coronel Domingo Arévalo, formado por tres compañías de Dragones cuyos jefes eran los capitanes Felipe Heredia, Abraham González y Manuel Cainzo. El 11 de noviembre de 1819, éstos se rebelaron contra el gobernador Feliciano de la Mota Botello, y lo arrestaron junto a Arévalo y a Belgrano. Tres días después, un cabildo abierto en San Miguel de Tucumán convocado por Bernabé Aráoz y sus partidarios, desconoció la autoridad del gobierno porteño y designó a Aráoz como Gobernador y luego Presidente Supremo de la República del Tucumán.
Las armas del Ejército pasaron al gobierno tucumano, lo que fue interpretado por el Directorio como un  acto de sublevación separatista, que además inmovilizaba las milicias que el gobierno central quería utilizar para aplastar a los federales de Santa Fe y demás provincias del Litoral. No era «...la primera chispa del incendio que cundió luego por toda la República», como escribió el general Paz, ya que otras provincias  del Litoral llevaban años desconociendo la autoridad del gobernador porteño y del Congreso, y la Banda Oriental estaba casi completamente ocupada por los portugueses. Por otra parte, la frontera Norte seguía -sin ayuda de Buenos Aires- la Guerra Gaucha contra los realistas del Virreinato del Peru. La chispa, sin embargo, si contribuyó a agravar el incendio: dos meses más tarde, el grueso del Ejército del Norte protagonizó el motín de Arequito, para volver a la frontera norte a luchar contra los realistas -lo que no alcanzarían a hacer- y poco después el Directorio sería aplastado en la batalla de Cepeda, casi al mismo tiempo que Mariano Mendizábal se sublevaba y obtenía la autonomía completa de la provincia de San Juan. Comenzaba el período llamado de la Anarquía del Año XX, que sería particularmente violenta en Tucumán.
En cierta medida, el gobierno central de Buenos Aires había mantenido durante diez años el discurso de la unidad nacional para imponer sus intereses y políticas a las provincias del Interior.
Aráoz proclamado gobernador, gobernaba sobre las mismas ciudades que habían formado parte de la Intendencia de San Miguel de Tucumán, Santiago del Estero y San Fernando del Valle de Catamarca, y sus jurisdicciones. Siguiendo un criterio contrario al que había utilizado para separarse de la obediencia del gobierno central nacional, nombró gobernadores sometidos a él en esas ciudades, y pretendió imponer su voluntad y el interés de la jurisdicción de San Miguel por sobre los pueblos locales.
Pocos meses más tarde, Aráoz hizo elegir una "Representación" de la provincia del Tucumán, que debía estar formada por dos representantes de cada una de las ciudades; no obstante que los representantes de Santiago del Estero se negaron a marchar a la capital, la Representación sancionó una Constitución de la República del Tucumán el 22 de marzo de 1820.

La provincia del Tucumán, en uso libre de los imprescriptibles derechos con que el Supremo Autor de la Naturaleza caracterico á sus havitantes, y que el orden de los sucesos de los sucesos le ha executado á reasumirlos, se declara por su representacion legitima una República libre é independiente, unida sí con las demás que componen la Nación Americana del Sud, y entretando el Congreso general de ella determine la forma de gobierno establece por medio de sus Diputados para su interior administracion la Constitucion siguiente.

El Congreso, que se reservó para sí el título de Alteza, creó un Poder Ejecutivo liderado por un Presidente Supremo, cargo asumido por Aráoz el 19 de mayo de 1820 con un sueldo anual de $4000 (un quinto del presupuesto de la nueva República).
Poco después llegaba a Tucumán el coronel Alejandro Heredia, uno de los líderes del motín de Arequito, con los soldados tucumanos del ya disuelto Ejército del Norte, y exigió a Aráoz que le entregase las armas de la antigua guarnición. Al igual que Juan Bautista Bustos, que se había hecho cargo del gobierno de la provincia de Córdoba, Aráoz esperaba alguna clase de ayuda económica de Buenos Aires para enviar sus recursos al norte, pero ésta no llegaría nunca. Por otro lado, prefería usar sus tropas para intentar someter a Santiago del Estero, que se negaba a formar parte de la República. Heredia intentó forzar a Aráoz a cederle las tropas y armas, pero finalmente siguió camino hacia Salta, donde el Jefe del Ejército de Observación y entonces Gobernador de Salta, general Martín Miguel de Güemes, intentaba también continuar la guerra en el frente norte. 
El afán autonomista chocó -además de los citados motivos políticos y militares-  con motivos históricos:  Tucumán no era la cabecera de la Intendencia de Salta del Tucumán disuelta en 1814 y el cabildo de Santiago del Estero pidió ayuda al comandante de la frontera, coronel Juan Felipe Ibarra, quien se opuso al proyecto, con su propio afán autonomista que prevaleció luego por la fuerza, negando representación alguna de los santiagueños en los órganos de la nueva República del Tucumán.
Aquella Constitución de la República del Tucumán fue sancionada el 6 de septiembre de 1820 y jurada el 20 de septiembre, creó una Corte Primera de Justicia y abolió la institución virreinal del Cabildo. Ordenó la  acuñación de una moneda local, con la efigie de Aráoz  y una bandera estadual distinta a la bandera argentina. También se formó un nuevo ejército local denominado Ejército de la República. Fue una de las primeras constituciones provinciales y antecedente de un orden provincial y federal,  ante la Anarquía del gobierno central.
Con afán conciliatorio, el exgobernador De la Mota Botello fue liberado y designado como teniente de gobernador de Catamarca.

## Resistencia de Santiago del Estero
Aráoz envió a Santiago del Estero al mayor Felipe Heredia con un destacamento de 100 dragones de línea con el pretexto de escoltar a Belgrano, quien viajaba enfermo a Buenos Aires, pero en realidad para asegurar la elección de los dos representantes al Congreso Constituyente que debía comenzar a sesionar el 20 de marzo de 1820 en San Miguel de Tucumán. Parte del destacamento, 50 dragones, permaneció en Santiago del Estero al mando del capitán Juan Francisco Echauri. Éste -en virtud de los poderes dados por Aráoz- logró que los miembros del cabildo Santiagueño fueran reemplazados por nuevos regidores adictos  y controló la elección de los representantes Juan José Lami y Santiago de Palacio, que no llegaron a ir a Tucumán. La imposibilidad de participación de los autonomistas en la elección provocó una rebelión popular que fue apoyada por el caudillo santiagueño y comandante del Fuerte de Abipones coronel Juan Felipe Ibarra. Ibarra envió un ultimátum a Echauri y le dio dos horas para reunir al pueblo y elegir libremente nuevas autoridades bajo amenaza de entrar por la fuerza a la ciudad. Ibarra ingresó en la ciudad y venció a Echauri el 31 de marzo, obligándolo a regresar a Tucumán, siendo designado ese día por un cabildo abierto como teniente gobernador, junto con Pedro Pablo Gorostiaga para presidir el cabildo.
Ibarra ordenó elegir los dos representantes al Congreso nacional. El 10 de abril Aráoz emitió un Manifiesto que causó el enojo de los santiagueños. Esto hizo que el 27 de abril de 1820 se reuniera una asamblea de las comunidades (curatos) santiagueñas que declaró la autonomía de la Provincia de Santiago del Estero, declarando a «La jurisdicción de Santiago del Estero uno de los territorios unidos de la Confederación del río de la Plata» y declarando a Bernabé Aráoz y sus lugartenientes como "traidor á la Patria" y disponiendo  "castigarlo como á tal á todo vecino ó extrangero que conspire contra ese acto espontáneo y libre de la soberanía del pueblo"   (Véase: Manifiesto autonomista de Santiago del Estero)
Ibarra fue designado gobernador de la Provincia de Santiago del Estero.

## Guerra civil
Aráoz intentó combatir a Ibarra y la autonomía santiagueña, pero el gobernador de Salta, Martín Miguel de Güemes, acudió en soporte de Juan Felipe Ibarra. Güemes reclamaba a Aráoz  la «poca ayuda prestada por Tucumán a la Guerra de la Independencia» y que Aráoz impidió que refuerzos militares al mando de Heredia llegaran a Salta. Aráoz ni siquiera respondió y Güemes comunicó al Cabildo de Salta el 1 de febrero de 1821 «que siendo la de Santiago injustamente invadida, se hallaba en el caso de sostenerla, dirigiendo sus armas contra la agresora», contando además con el pedido del gobernador de Buenos Aires Martín Rodríguez para contener la pretendida agresión.
Güemes acudió al territorio  con una milicia comandada por el tucumano Alejandro Heredia, de la facción unitaria opuesta a Aráoz. El coronel Apolinario Saravia ocupó Catamarca en marzo de 1821 y declaró  un gobierno autónomo bajo la protección salteña, que duró un mes. Luego se dirigió sobre la capital, intimando a Aráoz su renuncia al mando. En la Batalla de Rincón de Marlopa, ocurrida el 3 de abril a las puertas de la ciudad, el coronel mayor Abraham González y el jujeño Manuel Arias derrotaron a Güemes. Arias se dirigió a Catamarca,  expulsó al coronel Saravia a fines de abril y fue por corto tiempo teniente de gobernador, restaurando la dependencia de Tucumán.
Luego de la derrota, Ibarra se situó con sus fuerzas y las del general Güemes en la posta fronteriza de Vinará. Por mediación del gobernador de Buenos Aires, Martín Rodríguez,  no se dio batalla y Aráoz capituló, reconociendo la autonomía de Santiago del Estero mediante el Tratado de Vinará el 5 de junio de 1821, uno de los «pactos preexistentes» que menciona la Constitución Nacional. El tratado fue firmado por el presbítero Pedro León Díaz Gallo (por Santiago del Estero), Pedro Miguel Aráoz (por Tucumán) y por José Andrés Pacheco de Melo (congresal salteño enviado por el Gobierno de Córdoba). Pero si Aráoz esperaba que los sucesos dieran estabilidad a la nueva República, la derrota  lo debilitó aún más : tenía muchos opositores en Tucumán y algunos oficiales que lo habían llevado al poder, tomaron partido por el gobierno central y los caudillos unitarios tucumanos Heredia y Javier López.

## Disolución de la República
El 25 de agosto de 1821 un cabildo abierto separó a Catamarca de Tucumán y Aráoz no llegó a reaccionar, pues el 28 de agosto una revolución dirigida por Abraham González, al frente de las tropas que derrotaron a Güemes, lo derrocó y debió escapar y refugiarse en el campo. Aráoz solicitó ayuda al nuevo gobierno de Salta, que envió a Arias con un contingente, pero en Trancas Arias recibió una nota de González instándolo a no seguir adelante y se detuvo.Muerto Güemes por una partida realista en Salta en junio de 1821, e invadidas Salta y Jujuy por las fuerzas realistas del mariscal De la Serna, la situación en toda la frontera Norte de la Confederación Argentina era de extrema vulnerabilidad, y las lealtades y lucha entre unitarios y federales agravaban la situación.
El 29 de agosto González asumió el gobierno y aceptó la segregación de Santiago del Estero y de Catamarca. Con esto, la Provincia de Tucumán adquiría aproximadamente sus límites actuales. También desaparecía la República, pues fue readoptado el nombre de Provincia y el cargo de Gobernador Intendente. González abolió la moneda tucumana. Comenzaban lo que serían diez años de guerras civiles casi continuas en la provincia y pasarían por el sillón de gobernador casi veinte personas. 
El gobierno de González duró varios meses, y tras ellos, Aráoz regresó al gobierno por dos semanas, pero fue expulsado nuevamente. Consiguió el poder efímeramente por dos veces más, pero nunca volvió a pretender reeditar la República del Tucumán.
El 10 de enero de 1822 fue derrocado González y asumió como gobernador provisorio José Víctor Posse, quien el 25 de enero creó la Sala de Representantes, la cual fue instalada el 30 de abril de ese año. Posse fue reemplazado el 9 de febrero de 1822 por el teniente coronel Diego Aráoz, pero este fue derrocado un mes más tarde por su primo Bernabé Aráoz, que regresó al gobierno.
Cuando Aráoz fue derrocado por Javier López, a fines de 1823, buscó refugio en Salta; allí fue arrestado por el gobernador Juan Antonio Álvarez de Arenales - perteneciente a los unitarios y miembro del partido de la Patria Nueva- y entregado a López, quien lo hizo fusilar en Trancas, en la frontera entre ambas provincias, el 24 de marzo de 1824.
Ese triunfo incitó a López a reasumir el cargo de Presidente Supremo de la República de Tucumán, reeditando la Constitución de la misma, luego de la renuncia del gobernador Nicolás Laguna el 19 de febrero de 1824. Pero su gobierno duró hasta el 25 de noviembre de 1825, en que fue derrotado por el unitario Gregorio Aráoz de Lamadrid enviado allí desde Buenos Aires a reclutar un contingente para la Guerra del Brasil. Este sí fue el definitivo final de esta breve República.